# Der Anwalt des Teufels (Film, 2013)
Der Anwalt des Teufels ist ein dreiteiliger Justiz-Thriller der BBC. Die Hauptrolle übernahm David Tennant (Royal Shakespeare Company), Idee und Umsetzung stammen von David Wolstencroft (Spooks). Die Miniserie wurde 2013 von der British Broadcasting Corporation auf deren Hauptsender BBC One ausgestrahlt. Alle drei Folgen sicherten dem Sender mit 5,32–6,19 Millionen Zuschauern die besten Einschaltquoten des jeweiligen Abends (18,21 %–21,18 %). Am 13. März 2014 erfolgte die erste deutschsprachige Ausstrahlung des Dreiteilers in einem Sendeblock auf VOX.

## Handlung
Will Burton ist einer der angesehensten Strafverteidiger Englands und hat noch nie einen Fall verloren. Moralische Bedenken hat er bei der Verteidigung seiner Klienten kaum. Auch einen Fall abzulehnen kommt für ihn nicht in Frage, denn die maßgeblichen Richtlinien seiner Kanzlei lauten „jeder Mensch verdient eine Verteidigung“ und „Rosinenpickerei ist verpönt“ (cherry-picking is frowned upon). Kurz davor, sich auf das Amt und den Titel eines Kronanwalts (QC) zu bewerben, wird er mit einem scheinbar eindeutigen Fall konfrontiert: Liam Foyle ist angeklagt wegen Vergewaltigung und Mord an einer jungen Frau. Die Beweislast ist erdrückend, doch Will kann dem Gericht einen Verfahrensfehler nachweisen. Als Foyle den Gerichtssaal als freier Mann verlässt, verweigert der von Foyles Schuld überzeugte und gewissensgeplagte Will ihm den Handschlag. Ein folgenschwerer Fehler, denn Foyle hat sein nächstes Opfer bereits im Visier.
Als Burtons Frau in Anwesenheit des gemeinsamen Sohnes ermordet wird, landet Foyle erneut auf der Anklagebank. Diesmal wird die Verteidigung von Burtons ärgster Widersacherin Maggie Gardner übernommen, die sich aus Burtons Schatten freikämpfen will. Sie bewirkt einen erneuten Freispruch, doch noch während des Prozesses beginnt Foyle, auch Gardner zu stalken und dringt in ihr Haus ein. Burton nimmt in Folge des Freispruches die Ermittlungen selbst in die Hand und verfolgt Foyle nach Schottland. Der Versuch, ein Geständnis Foyles heimlich aufzuzeichnen, eskaliert und eine Reihe von Geschehnissen endet mit Foyles Tod. Burton wird des Mordes angeklagt und übernimmt seine eigene Verteidigung. Er kann das Gericht von seiner Unschuld überzeugen. Während sich das Gericht bespricht, bezichtigt Gardner ihn des „fast perfekten Verbrechens“, welches ihrer Ansicht nach nur durch eine erneute zielgerichtete Untersuchung des Leichnams aufgedeckt werden könne. Sie droht Burton mit einer erneuten Aufnahme des Verfahrens, Foyles Leiche ist zu diesem Zeitpunkt jedoch bereits eingeäschert.

## Rezeption

### Auszeichnungen
BAFTA Awards
- 2014: BAFTA Scotland – Bester Schauspieler/Fernsehen - David Tennant – nominiert
- 2014: BAFTA Scotland – Bester Autor in Film oder Fernsehen - David Wolstencroft, BBC Drama Productions – nominiert
- 2014: British Academy Television Craft Awards – Bester Ton in Fiktion und Unterhaltung - Chris Ashworth, Graham Headicar, Stuart Hilliker, Duncan Price, Endor Productions – nominiert[5]

Weitere
- 2014: Seoul International Drama Awards – Beste Dramaserie – nominiert[6]

### Kritiken
Die Miniserie und insbesondere Tennants Darbietung erhielt durchweg positive Kritiken. Der Guardian bezeichnete sie als „spannend und temporeich“, „extrem gruselig, absolut furchteinflößend“ und als „ausgezeichneten“, „nervenzerreißenden“, „eisigen Gerichts-Thriller, der David Tennant von seiner besten Seite zeigt“. Der Rezensionsdienstleister Rotten Tomatoes vergab die Note „Fresh“ bei einer Bewertung von 85 % basierend auf 13 Kritikern. In den separaten Zuschauerbewertungen erhielt der Dreiteiler gar einen Score von 89 % bei 62 Bewertungen. Metacritic vergab 71 von 100 möglichen Punkten basierend auf 12 Rezensionen und vergab damit das Siegel „grundsätzlich positive Kritiken“.

„The Escape Artist ist exzellent. Nach der Tragödie findet Tennants Figur seine Berufung, nicht länger eingebildet und unerträglich, sondern trauernd und gequält. Sogar seine Augen ziehen den Zuschauer stillschweigend mit hinein in seinen Schmerz. Tennant ist eben ein richtig guter Schauspieler. Und schon sind wir mitten drin in einem spannenden, temporeichen, gruseligen – wirklich gruseligen – Thriller. Hier geht es nicht nur darum, was im Gerichtssaal vor sich geht, sondern besonders darum, wie sich diese Vorgänge auf die Leben der Menschen außerhalb auswirken.“

„Wer sich auf The Escape Artist einlässt, wird mit einer cleveren Stunde Fernsehen belohnt, die zwar erst in der zweiten Hälfte wirklich spannend wird, aber auch in seinen ruhigen Momenten mit subtilen Einwürfen bei Laune hält. David Tennant weiß seinen Charme auch als moralisch fragwürdiger Charakter einzusetzen und überzeugt vor allem, wenn dieser gegen Ende zusammenbricht.“

„Die bedächtige Gangart erfordert Geduld, aber The Escape Artist profitiert von David Tennants Darbietung genauso wie von einer ergreifenden, gewinnenden und gesellschaftsbewussten Handlung. [Siegel „FRESH“, 85%]“

„Der Anwalt des Teufels ist ein gnadenloser Zweikampf zweier skrupelloser Charaktere. Das Drehbuch ist stark, die Darsteller sind noch stärker, und die Produktion wirkt hochwertig. Am Ende allerdings bleiben ein paar Fragen.“

### Ausstrahlung und Quoten
| Nr. | Deutscher Titel | Originaltitel | Erstausstrahlung Vereinigtes Königreich | Deutschsprachige Erstausstrahlung (VOX) | Regie       | Drehbuch           | Zuschauer (UK)      | Zuschauer (DE) |
| --- | --------------- | ------------- | --------------------------------------- | --------------------------------------- | ----------- | ------------------ | ------------------- | -------------- |
| 1   | Teil 1          | Episode 1     | 29. Okt. 2013                           | 15. März 2014                           | Brian Welsh | David Wolstencroft | 6,19 Mio. (21,18 %) | 1,29 Mio.      |
| 2   | Teil 2          | Episode 2     | 5. Nov. 2013                            | 15. März 2014                           | Brian Welsh | David Wolstencroft | 5,32 Mio. (18,21 %) | 1,29 Mio.      |
| 3   | Teil 3          | Episode 3     | 12. Nov. 2013                           | 15. März 2014                           | Brian Welsh | David Wolstencroft | 5,64 Mio. (19,29 %) | 1,29 Mio.      |

## Besetzung und Synchronisation
| Rolle                   | Darsteller         | Synchronsprecher         |
| ----------------------- | ------------------ | ------------------------ |
| William Burton          | David Tennant      | Axel Malzacher           |
| Liam Foyle              | Toby Kebbell       | Stefan Günther           |
| Trevor Harris           | Tony Gardner       | Claus-Peter Damitz       |
| Kate Burton             | Ashley Jensen      | Carin C. Tietze          |
| Maggie Gardner          | Sophie Okonedo OBE | Claudia Urbschat-Mingues |
| Richard Mayfield, QC    | Anton Lesser       | Hans-Georg Panczak       |
| Peter Simpkins          | Roy Marsden        | Holger Schwiers          |
| Gavin De Souza, QC      | Patrick Ryecart    | Leon Rainer              |
| George Balfour, QC      | Nicholas Woodeson  | Erich Ludwig             |
| Danny Monk              | Stephen Wight      | Benedikt Weber           |
| Jamie Burton            | Gus Barry          | Max Schira               |
| Mary                    | Bríd Brennan       | Dagmar Dempe             |
| Alfie                   | Aaron Niles        | Felix von Opel           |
| Eileen Morris           | Monica Dolan       | Elisabeth Günther        |
| Jenny                   | Kate Dickie        | Christine Stichler       |
| Johann                  | Patrick Toomey     | Philipp Moog             |
| Jonathan Crowe          | Nigel Betts        | Gerhard Jilka            |
| Julian Fowkes           | Alistair Petrie    | Crock Krumbiegel         |
| Richter #1              | Michael Pennington | Thomas Rauscher          |
| Richter #2              | Michael Cochrane   | Jochen Striebeck         |
| Schottischer Richter    | Rod Culbertson     | Dieter Memel             |
| Advocate Depute(Anm. 1) | Ewan Stewart       |                          |
| Tara                    | Jeany Spark        | Stephanie Kellner        |
| Vadim Kumarin           | Faton Gerbeshi     | Arthur Galiandin         |
| Sandra Mullins          | Roxanne Gregory    |                          |
| Polizist                |                    | Niko Macoulis            |

(Anm. 1) Repräsentant des Crown Office (Staatsanwaltschaft Schottlands); entspricht etwa einem Amtsanwalt
Für Dialogbuch und -regie der deutschen Synchronisation zeichnete Hans-Werner Schwarz (Scalamedia, München) verantwortlich.